# Джессіка Бенджамін
Джессіка Бенджамін (англ. Jessica Benjamin; 1946) — психоаналітик-феміністка, відома внеском у психоаналіз, феміністську теорію і соціальну думку.
Джессіка Бенджамін є однією з перших дослідників сфери реляційного психоаналізу, теорій міжсуб'єктивності та гендерних досліджень, а також фемінізму, що стосується психоаналізу та суспільства. Відома ідеями про визнання колективної травми як в людському розвитку, так і на соціально-політичній арені.
Нині[коли?] є психоаналітикинею-практиканткою в Нью-Йорку, де працює на факультеті Докторської психологічної програми в Університеті Нью-Йорка з психоаналізу та психотерапії, та у Центрі реляційних досліджень Стівена Мітчелла.

## Життєпис
Джессіка Бенджамін народилася в єврейській сім'ї у 1946 році.
Здобула ступінь бакалавра в Університеті Вісконсіна, Медісон (1967), а також у Франкфуртському університеті у Західній Німеччині, де вивчала психологію, соціологію та філософію. Здобула ступінь доктора соціології в Нью-Йоркському університеті 1978 року. Отримала психоаналітичну освіту з програми післядипломної психології Нью-Йоркського університету з психоаналізу та психотерапії. Читає лекції у всьому світі, де ділиться поглядами на психоаналіз (включаючи гендерний розвиток та міжсуб'єктивність), а також необхідність визнання колективної травми.

## Внески
Джесіка Бенджамін вважається однією з найважливіших і найвпливовіших психоаналітиків останніх чотирьох десятиліть. Вона є однією із засновниць реляційного психоаналізу і є однією з перших, хто впровадив фемінізм і гендерні дослідження в психоаналітичну думку.
Її ранні дослідження включали соціальну структуру і фемінізм, але нещодавно відома своїми поясненнями класичних аспектів психоаналізу з використанням об'єктних відносин, реляційного психоаналізу і феміністської теорії. Бенджамін зробила значний внесок у концепцію інтерсуб'єктивності в психоаналізі.
2015 року Бенджамін отримала нагороду Ганса-Кіліана за досягнення в галузі психоаналізу, феміністичної психології та теорії міжсуб'єктивного розпізнавання. Вона є членом Нью-Йоркського інституту гуманітарних наук.
Особистість Джессіки Бенджамін як єврейської феміністської психоаналітикині переплітається з метою інформування про її роботу та політику. Коли її попросили описати розвиток її феміністської ідентичності, Бенджамін пригадала, що мала інтерес до політики з дитинства. Задовго до жіночого визвольного руху вона мала сильне почуття соціальної несправедливості і те, що для неї означає бути активісткою. Вона згадує про те, що була залучена до руху за громадянські права як «молодий хлопець».
Протягом навчання в коледжі Бенджамін стала активно займатися антивоєнною організацією в Університеті Вісконсину. У цей час почала спілкуватися з іншими жінками з політичних питань. Оскільки жінки неактивно протистояли законопроєкту, вони дивувалися, чи є щось інше, що вони могли б зробити, «щось особливе, щоб подумати про себе як про жінок». У роздумах про особливості жінок, другий том Сімони де Бовуар був важливою точкою відліку. Спираючись на тексти де Бовуар, Бенджамін брала участь в одній з груп раннього американського феміністського руху другої хвилі. Ці групи були відомі своєю «високою свідомістю», оскільки жінки розробляли політичний аналіз через бесіди з іншими жінками і пов'язували свій особистий досвід з політичними питаннями. Група розглядала разом теми гніту, панування й патріархату, пов'язуючи ці читання з життям і досвідом окремих жінок.
Після участі в цій групі Бенджамін навчалася у Франкфурті, Німеччина. Вона була активною в позакласовій діяльності, боролася за легалізацію абортів у Німеччині (боротьба ще не виграна). Цей досвід підкреслив для неї важливість і необхідність гендерної політики. Зокрема, Бенджамін зазначила, що відчутний дискомфорт людей з концепцією «жінки» як політичної ідентичності. Бенджамін продовжувала вивчати питання гніту та панування патріархату в розвитку власного розуміння проблем жінок. Цей процес був вирішальним у розробці аргументів її першої книги «Закріплення любові». Бенджамін наводить свідомість як найважливіший політичний інструмент. Вона вважає, що підвищення свідомості має здатність надати людям можливість здійснювати змістовні зміни на рівні, починаючи від особистості до суспільства.
Бенджамін здобула ступінь магістра з гуманітарних наук в університеті Гете у Франкфурті з соціальної теорії. Це навчання дозволило їй вивчити її інтерес до психоаналізу. Вона пояснює:
«Я не пішла в психологію, тому що робота, що виконувалася в той час, за винятком декількох місяців, мала дуже багато спільного з поведінкою [і була] занадто під впливом кількісної позитивістської традиції, яка була для мене цікавою.»
На відміну від більшої частини психології, Бенджамін зацікавлена у міждисциплінарній перспективі та якісному дослідженні. Під час підготовки до аспірантури у Франкфурті вона ознайомилася з роботою психологів за межами мейнстріму, що й надихнуло її. Саме робота психоаналітиків, таких як Ден Стерн, дозволили Бенджамін знайти своє місце в психології. Таким чином, Бенджамін почала спиратися на теорію прихильності та психологічні дослідження дитинства. Ці поля знань дозволили Бенджамін розробити власний внесок у феміністську психоаналітичну теорію. Вона продовжила свій феміністсько-психоаналітичний аналіз, закінчивши кандидатську дисертацію в Нью-Йоркському університеті.
Враховуючи її критику позитивістської психології, Бенджамін зазначає, що «дослідження для мене є неправильним словом».
Коли її запитали, що вона робить, вона відповіла: «Я думаю, я читаю, я спостерігаю».
Як психоаналітик, Бенджамін вважає: «Якщо ми не будемо надзвичайно чесними щодо власного способу буття, ми не можемо зрозуміти, ми не можемо створити достатньо безпечне середовище, щоб зрозуміти, що відбувається». Таким чином, як психоаналітик, вона вчить важливості «усвідомлення [власних] областей болю і дисоціації і того, як [їх] біль і дисоціація є частиною роботи».
Напрацювання Бенджамін демонструють важливість, силу і внесок інтеграції особистого в політичне, психологічне і професійне.
Її зацікавленість у дилемах жертв і злочинців, як у клінічній роботі, так і в соціальній травмі, змусила її зосередитися на необхідності визнання страждань і соціального визнання. Нині[коли?] Бенджамін пише про проблему «невдалих свідків», про роль суспільного заперечення в особистих і колективних травмах, і про необхідність відновлення функції свідчення громадськості. Її поточна робота також відображає її досвід роботи з активістами-психологами, які займаються терапією ПТСР у Чилі та роботою після примирення в Південній Африці.

## Публікації
Джессіка Бенджамін опублікувала чотири книги.
- У «Закріпленнях любові: психоаналіз, фемінізм і проблема домінування»[12] (1988) Бенджамін здійснює серйозний перегляд теорій Фрейда про людський розвиток і сексуальність. Використовуючи сучасні дослідження дитинства та статі, вона виступала за важливість визнання та міжсуб'єктивних відносин. На цьому тлі вона показала, як відносини домінування передбачають відчуження визнання, і форму гендерного розщеплення, яку вона назвала гендерною полярністю. Бенджамін стверджувала, що ми приймаємо і закріплюємо відносини панування не через властивий агресивний інстинкт, а в труднощах визнання Іншого. Вона теоретизує, що домінування — це складний психологічний процес, який охоплює обидві сторони у зв'язках співучасті, і підтримує це, демонструючи, як він впливає на наше сімейне життя, наші соціальні інститути, і особливо на наші сексуальні стосунки, незважаючи на наше свідоме прагнення до рівності і свободи.
- «Закріплення любові, переглянуте»[3] — це видання, яке відзначає вплив роботи Джесіки Бенджамін на п'ятнадцять есе, які оглядають вплив книги, пропонуючи теоретичні обговорення та розробки оригінальних тем книги та роздуми про вплив книги особисто та професійно для клініцистів і феміністок у всьому світі.
- «Подібні предмети, об'єкти любові: есе на розпізнавання і сексуальні відмінності»[13] (1995) далі розвиває психоаналітичну теорію інтерсуб'єктивності, переглядаючи едіпову теорію Фрейда, критично переглядаючи її, щоб включити потребу обох статей до інтеграції незалежності та зв'язку, особливо боротьбу жінки за незалежність. Вона стверджує, що традиційні фрейдистські теорії неминуче відтворюють патріархатні гендерні відносини, які характеризуються домінуванням і підпорядкуванням, найбільш помітно відображені в культурній полярності «чоловічої раціональності» і «жіночої вразливості».
- «Тінь Іншого: інтерсуб'єктивність і гендер в психоаналізі»[11] (1997), поширює роботу Бенджамін на інтерсуб'єктивність, любов і агресію.
- У 2017 році Бенджамін опублікуваласвою четверту книгу «За межами зони і виконано для: теорії розпізнавання, інтерсуб'єктивності і третього», де розширила теорію взаємного визнання та її розрив у взаємодоповнюваності «виконавця і співучаника».